# Hauptmarkt (Krakau)

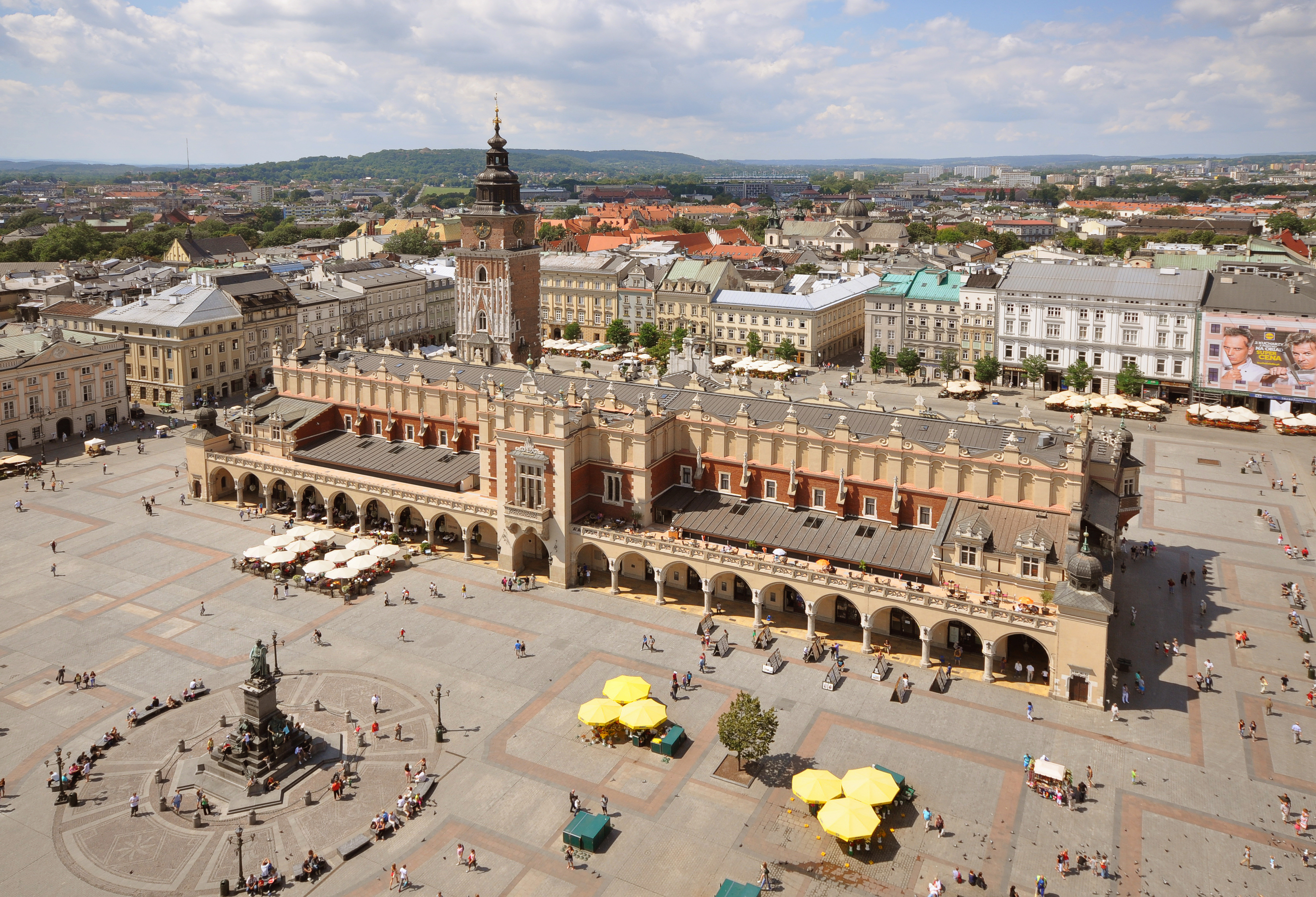
Blick auf den Hauptmarkt vom Turm der Marienkirche. In der Mitte die Tuchhallen, dahinter der freistehende Rathausturm, im Vordergrund links das Adam-Mickiewicz-Denkmal.

Der Hauptmarkt (auch Ring, polnisch Rynek Główny) in Krakau, der zweitgrößten Stadt Polens, bildet das Zentrum der Altstadt. Er wurde im 13. Jahrhundert angelegt und ist mit einer Fläche von etwa 40.000 m² einer der größten mittelalterlichen Plätze in Europa.
Der Ring (Marktplatz) ist quadratisch angelegt, mit Seitenausmaßen von jeweils 200 Metern, und wird von Palästen und Kirchen umrahmt. Die Mitte des Platzes wird von den Tuchhallen eingenommen, die 1555 im italienischen Renaissance-Stil wiederaufgebaut wurden. Auf der einen Seite der Tuchhallen stehen die rund tausendjährige, romanische St.-Adalbert-Kirche und das Adam-Mickiewicz-Denkmal von 1898, auf der anderen Seite der Rathausturm. Überragt wird der Platz von den gotischen Türmen der Marienkirche.

## Geschichte

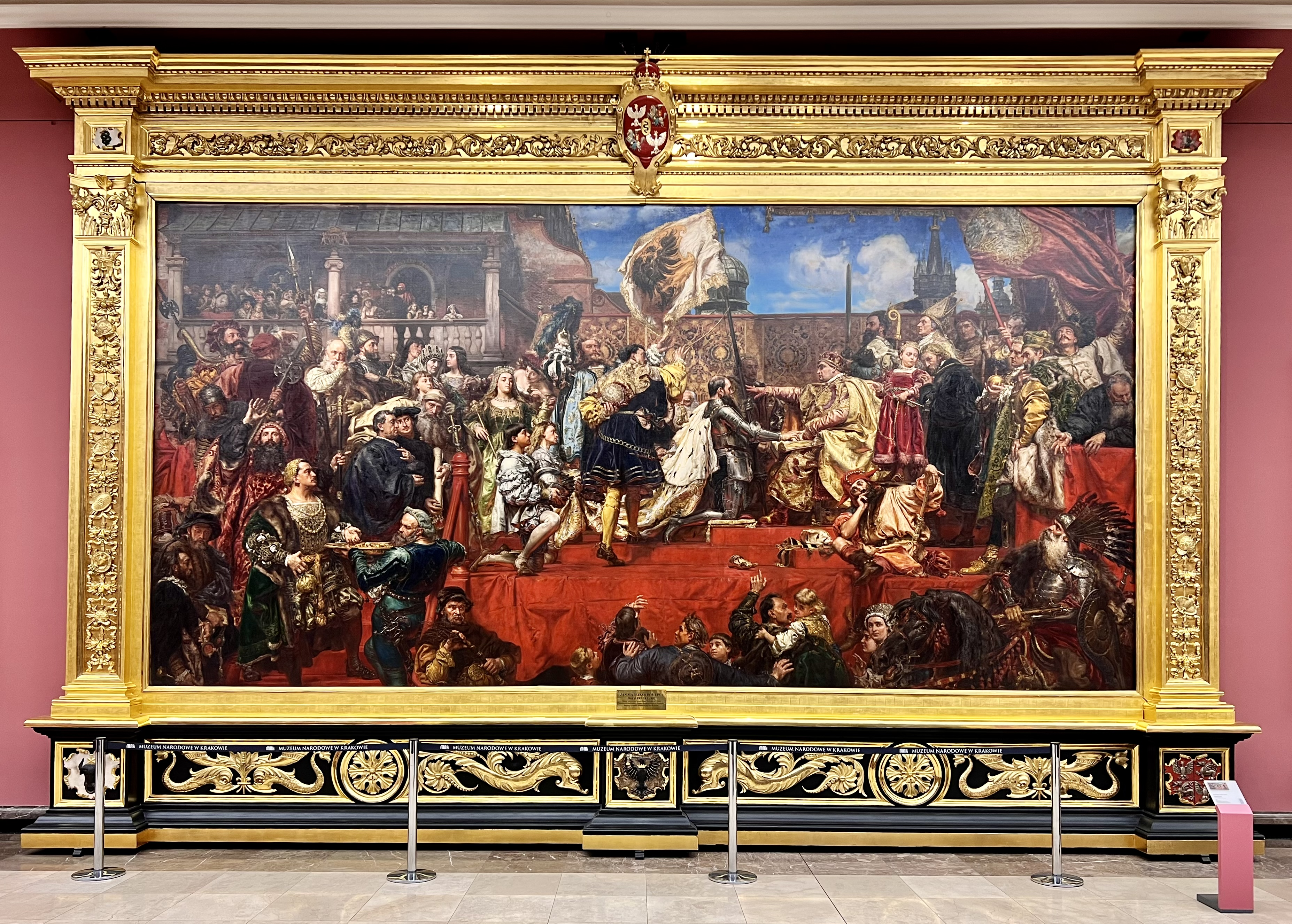
Preußische Huldigung, Gemälde von Jan Matejko

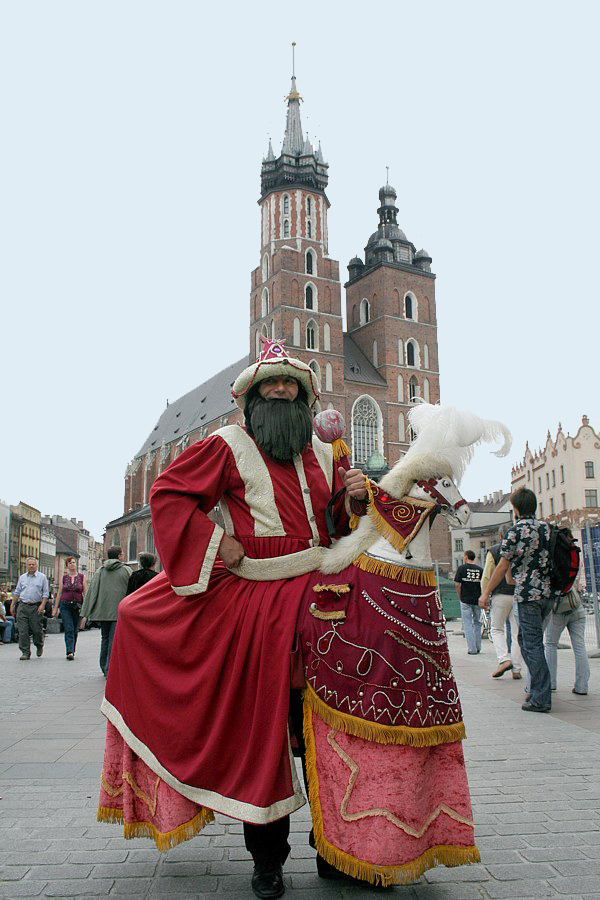
Lajkonik vor der Marienkirche

Der Hauptmarkt wurde zu Handelszwecken angelegt. Krakau wurde im Jahr 1241 durch die Goldene Horde zerstört und erhielt 1257 unter Boleslaw V. das Magdeburger Stadtrecht, wodurch die Bedeutung für den Handel zunahm. In diesem Jahr wurde der Platz in seiner heutigen Form angelegt. Er enthielt ursprünglich zahlreiche niedrige Markthallen und war von Verwaltungsgebäuden und einem Straßenring umgeben. Kasimir der Große ließ die ursprünglich gotischen Tuchhallen sowie das Rathaus errichten, das etwa ein Viertel des Platzes einnahm und 1820 abgebrochen wurde. Krakau war zu dieser Zeit Hauptstadt des Königreichs Polen, seit 1387 Mitglied der Hanse und ein blühendes europäisches Handelszentrum.
Neben seinen Handelsfunktionen war der Hauptmarkt Zeuge zahlreicher historischer Ereignisse. Aufgrund seiner Lage am Königsweg trafen sich hier Diplomaten und ausländische Würdenträger bei Krönungsfeierlichkeiten auf dem Weg zum Wawel. Kasimir der Große berief hier 1364 den Krakauer Kongress ein, an dem Adlige aus ganz Europa zusammenkamen. Anlässlich gewonnener Schlachten über das Großfürstentum Moskau wurde 1514 eine Siegesparade vom litauischen Fürsten Konstantin Iwanowitsch Ostroschski sowie eine weitere 1531 vom polnischen Adligen Jan Amor Tarnowski abgehalten. Am 10. April 1525 fand der Kniefall von Herzog Albrecht, die sogenannte Preußische Huldigung, vor dem polnischen König Sigismund I. statt. König Johann III. Sobieski feierte hier seinen Sieg über die Osmanen nach der Schlacht am Kahlenberg 1683.
Nachdem Sigismund III. Wasa 1596 die polnische Hauptstadt von Krakau nach Warschau verlegt hatte, wurden in Krakau weiterhin Krönungen und königliche Bestattungen vorgenommen. Am 24. März 1794 leistete Tadeusz Kościuszko auf dem Hauptmarkt den Eid zur Befreiung Polens von den Invasionsmächten, wodurch der Kościuszko-Aufstand ausgelöst wurde.

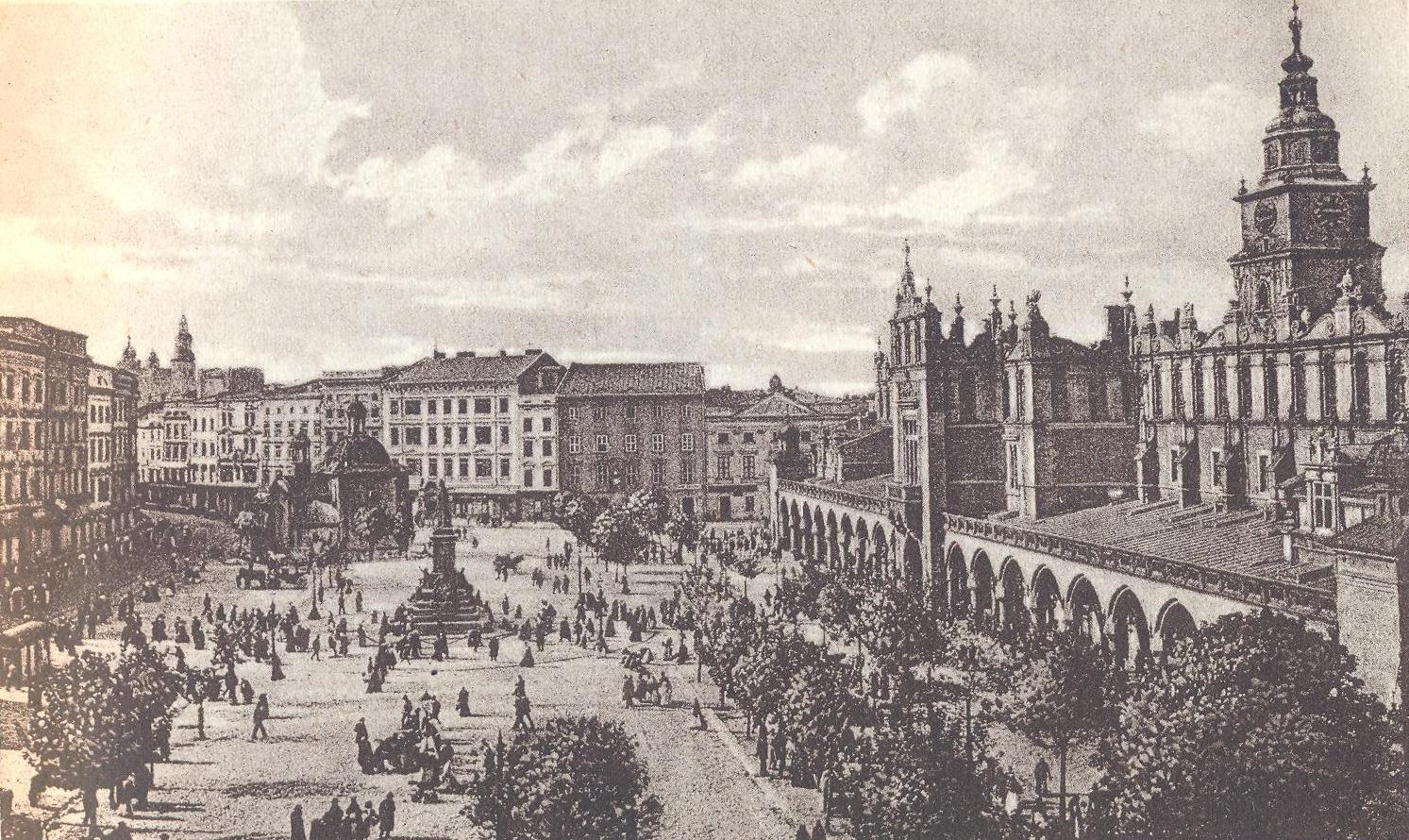
Der Hauptmarkt um 1930

Während der deutschen Besetzung Polens im Zweiten Weltkrieg erfolgte die Umbenennung in Adolf-Hitler-Platz. Das Adam-Mickiewicz-Denkmal wurde zerstört und nach Kriegsende wiederaufgebaut.
1978 wurde der Platz als Teil der Krakauer Altstadt in die Liste des UNESCO-Weltkulturerbes aufgenommen. Am 21. März 1980, zur Zeit politischer Spannungen, die 1981 zur Verhängung des Kriegsrechts führten, kettete sich Walenty Badylak (1904–1980), ein Bäcker im Ruhestand und Kriegsveteran der Heimatarmee, aus Protest gegen das behördliche Verschweigen des Massakers von Katyn an einen Brunnen, der heute seinen Namen trägt, übergoss sich mit Benzin und starb durch Selbstverbrennung.

## Heutige Nutzung und Veranstaltungen
Zahlreiche Kellergewölbe sind als Restaurants oder Cafés eingerichtet. Das Untergeschoss der St. Adalbert-Kirche enthält ein kleines Archäologie-Museum. Ebenfalls in einem Kellergewölbe befindet sich die Kleinkunstbühne Piwnica pod Baranami. Anton Hawelka eröffnete 1876 das heute noch bestehende Café Pod Palmą („Unter der Palme“).
Der Hauptmarkt ist Schauplatz zahlreicher öffentlicher Veranstaltungen und Festlichkeiten. Dazu zählen die jährlich stattfindende Krakauer Weihnachtskrippe, Lajkonik-Umzüge, Galakonzerte des Großen Orchesters der Weihnachtshilfe und die landesweit größte Silvesterparty.

Fotos
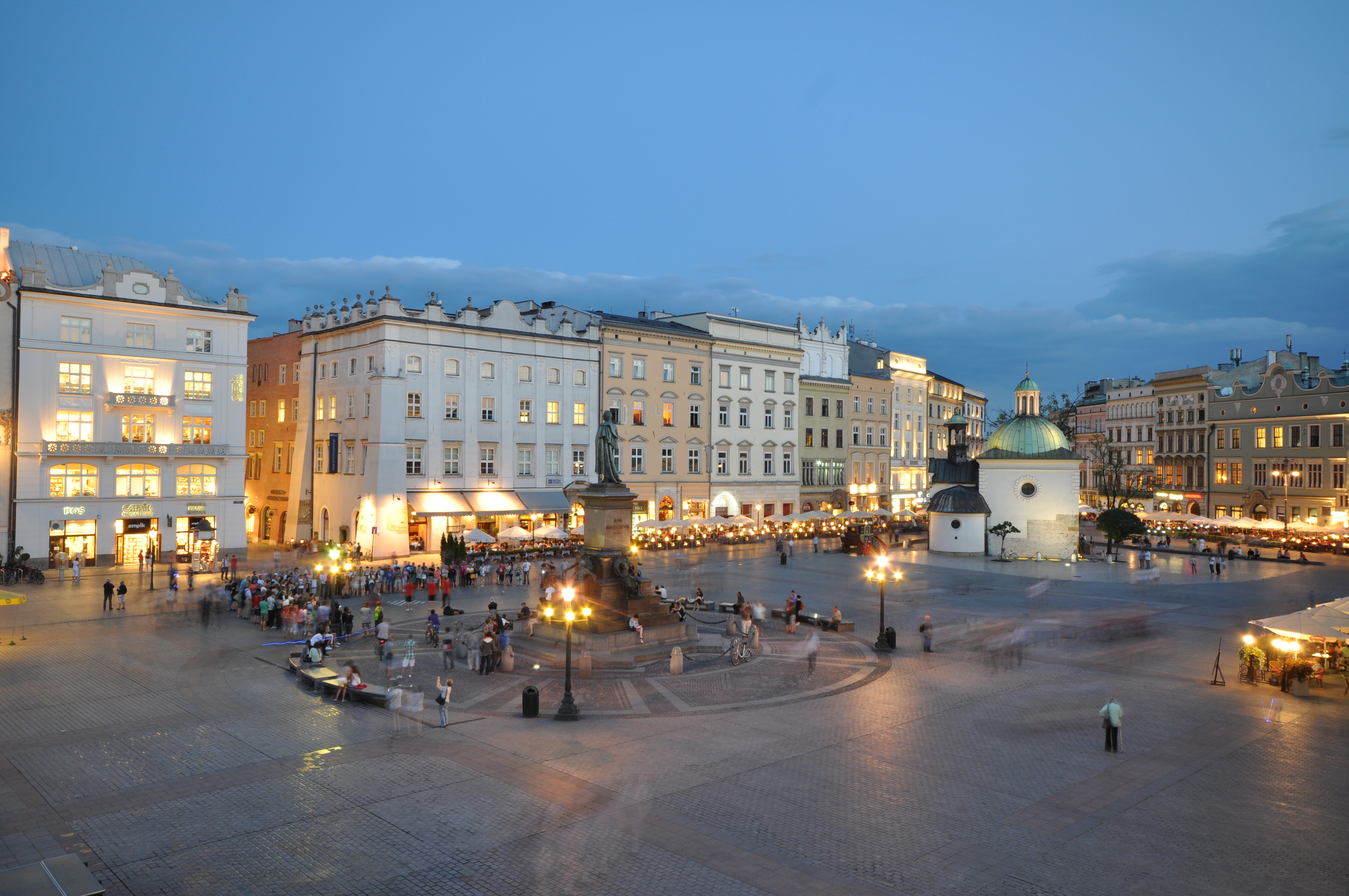
Abendstimmung
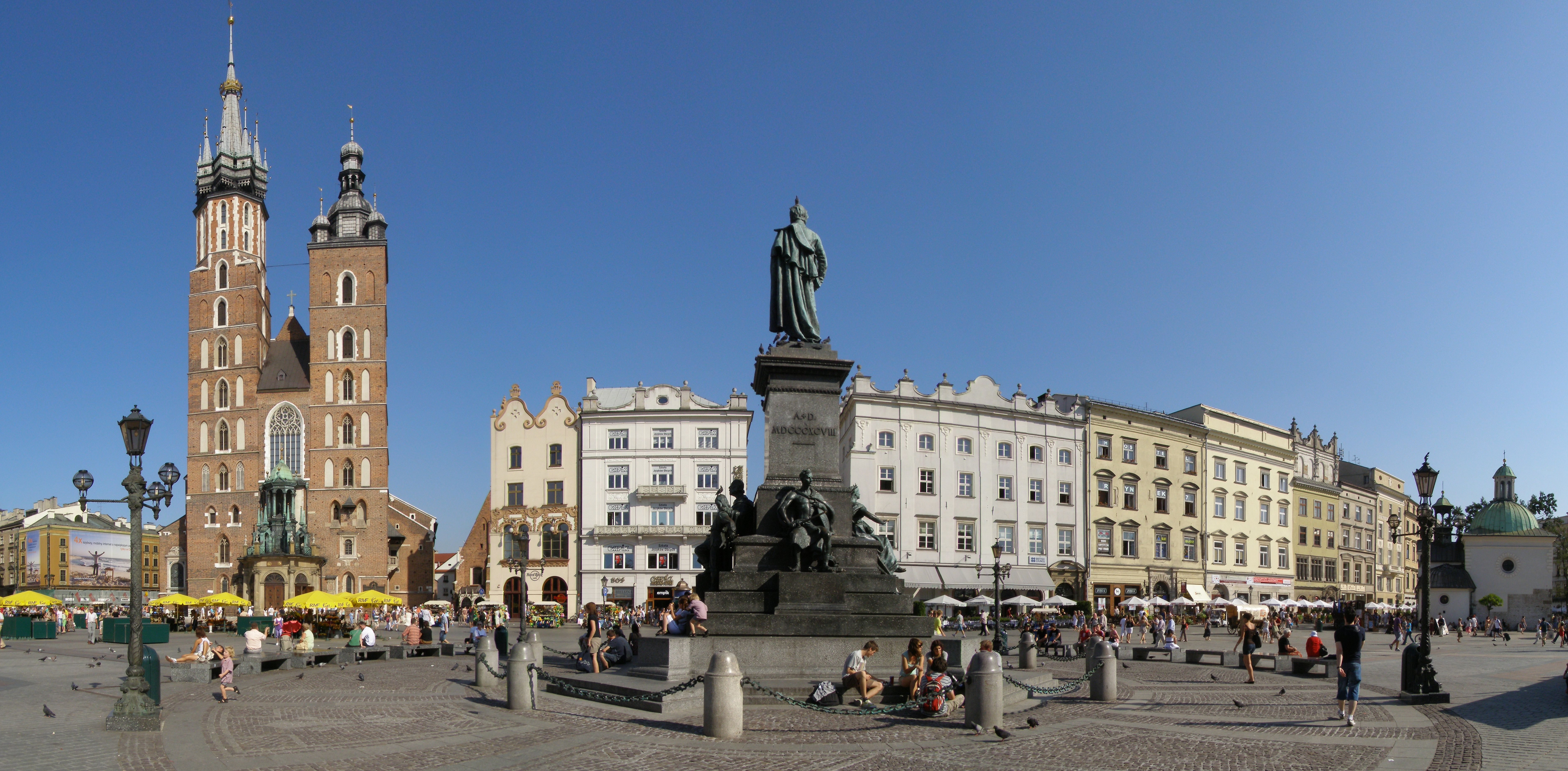
Marienkirche, Adam-Mickiewicz-Denkmal und St.-Adalbert-Kirche
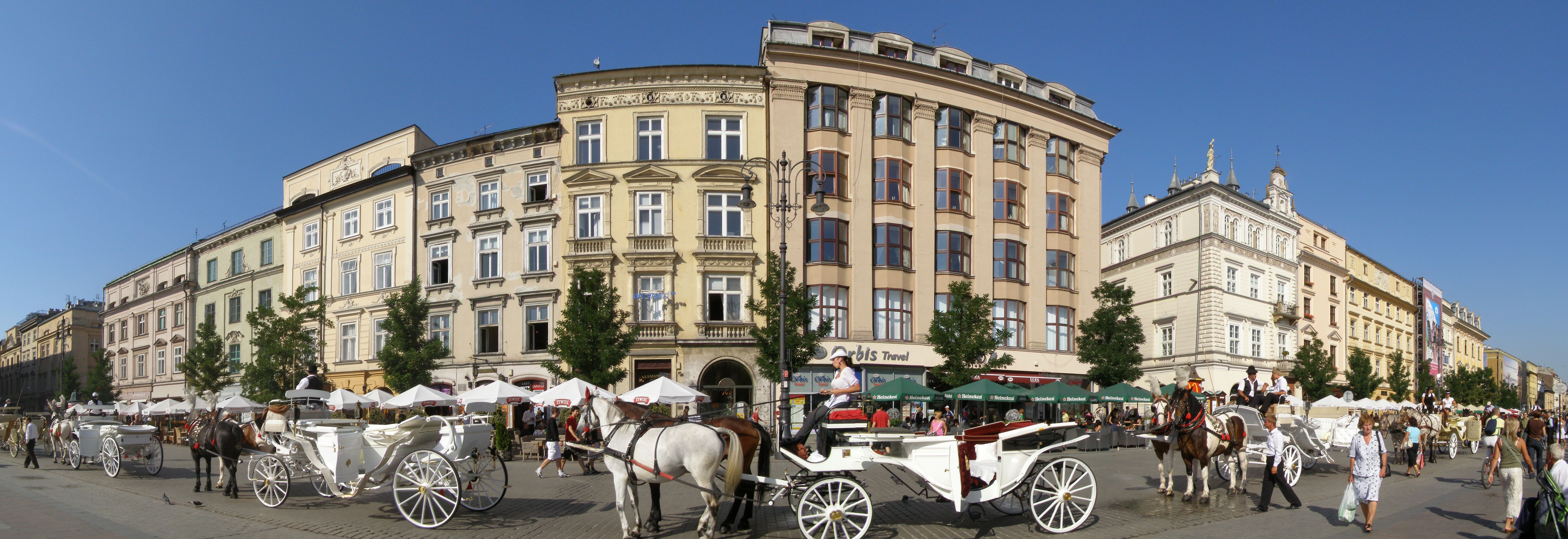
Panorama-Ansicht
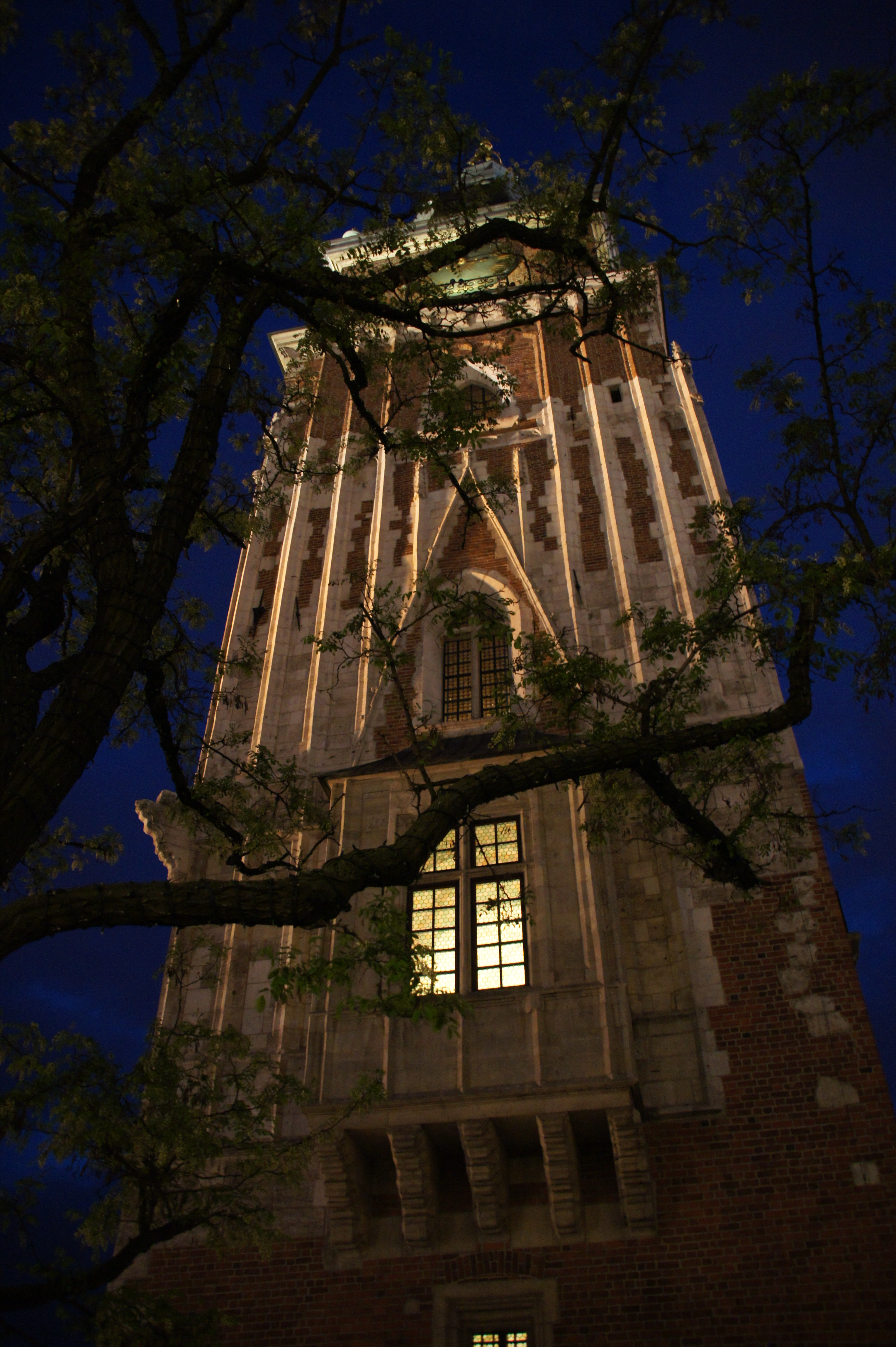
Rathausturm
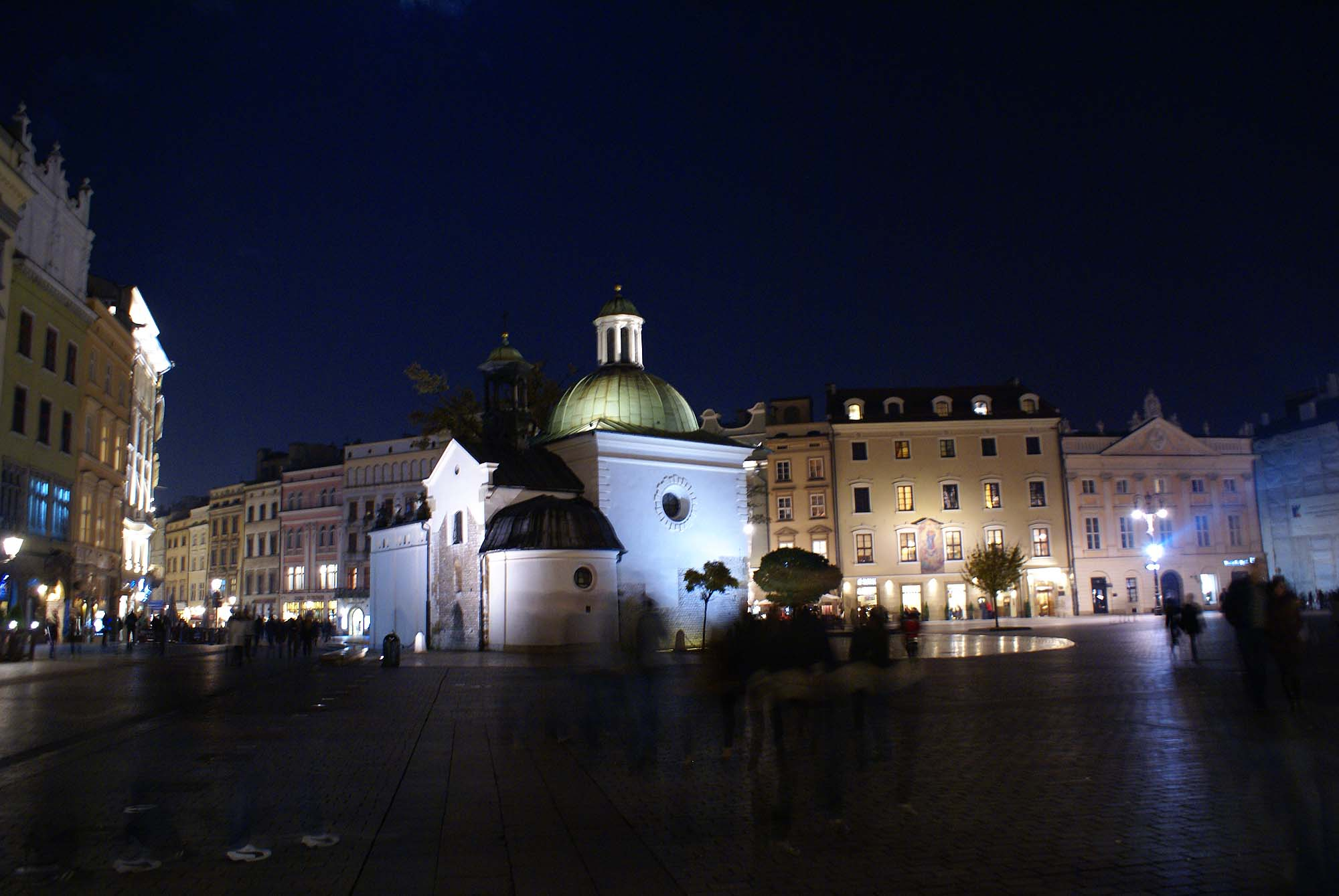
Blick auf St.-Adalbert-Kirche
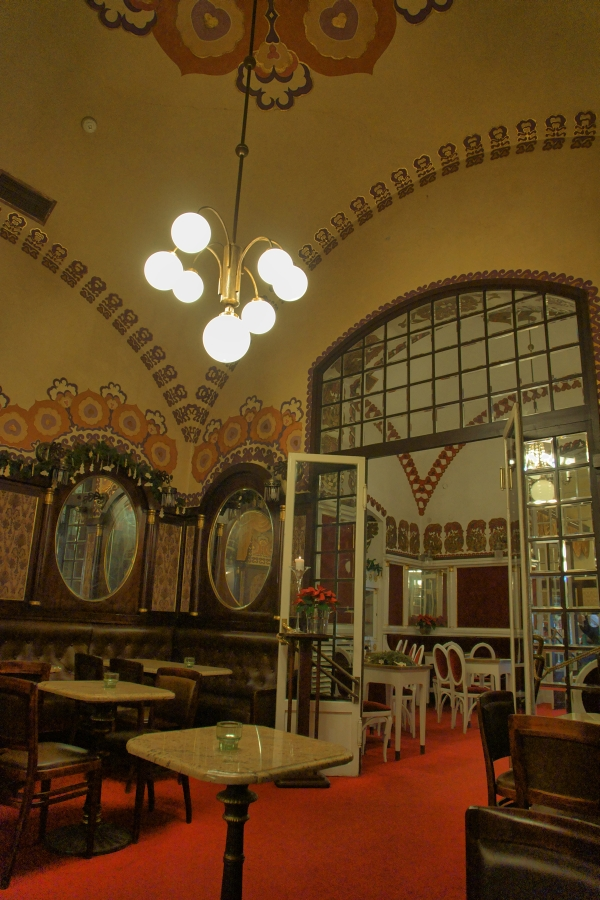
Café Noworolski
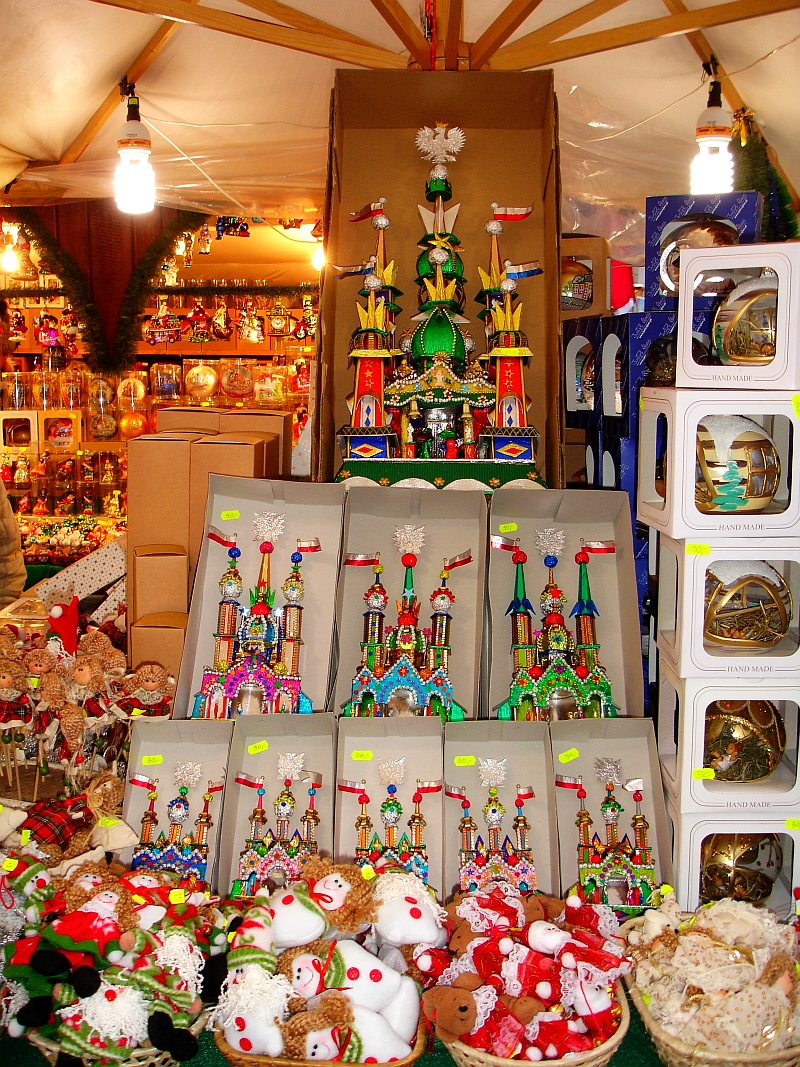
Krakauer Weihnachtsmarkt